# Philodendron
Philodendron är ett släkte av kallaväxter. Philodendron ingår i familjen kallaväxter.
Släktet bär på sina blomstjälkar cylindriska kolvar, vilka överst bär nakna hanblommor, därunder tättsittande sterila blommor och nedtill nakna honblommor.

## Bildgalleri

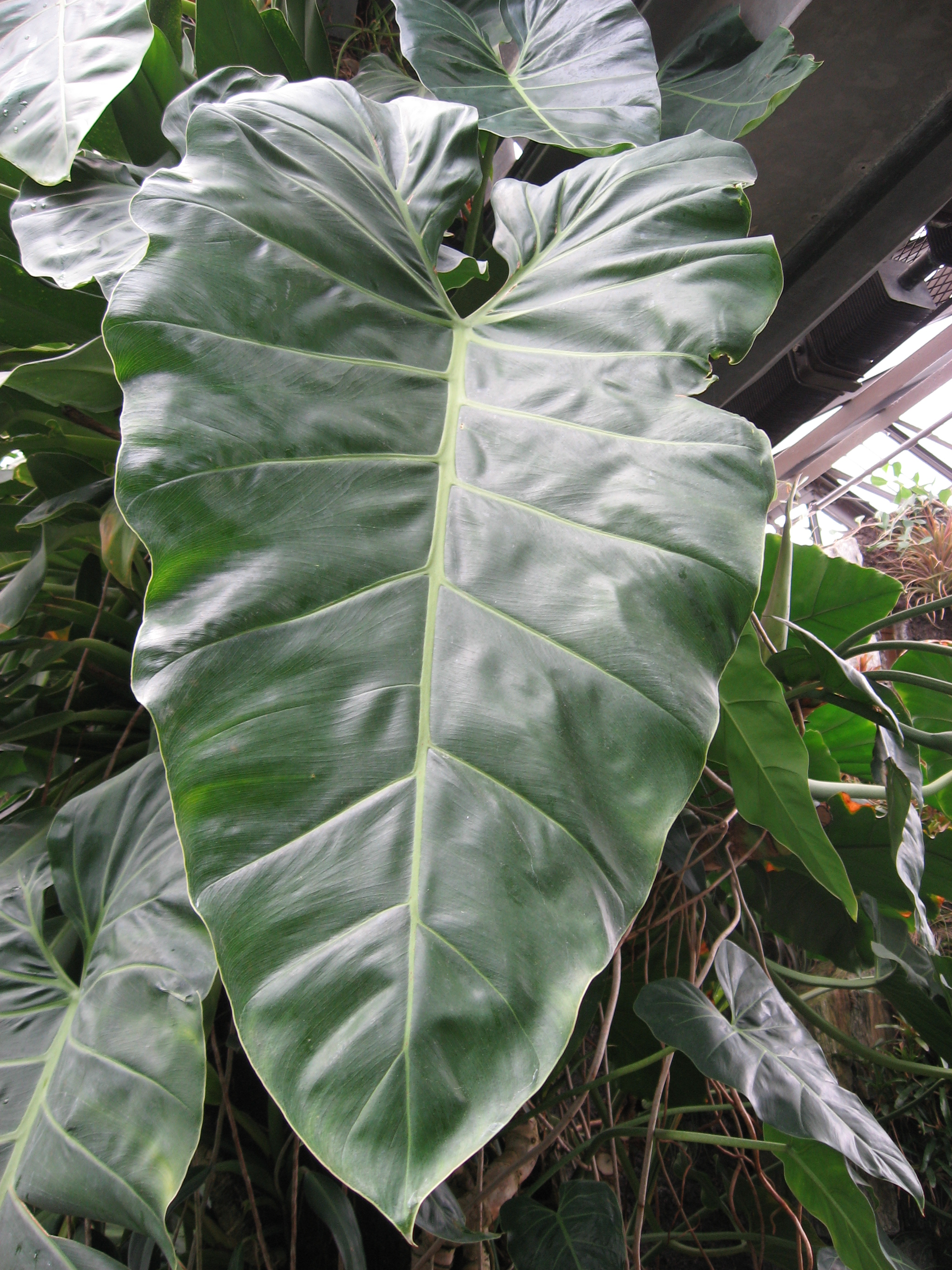
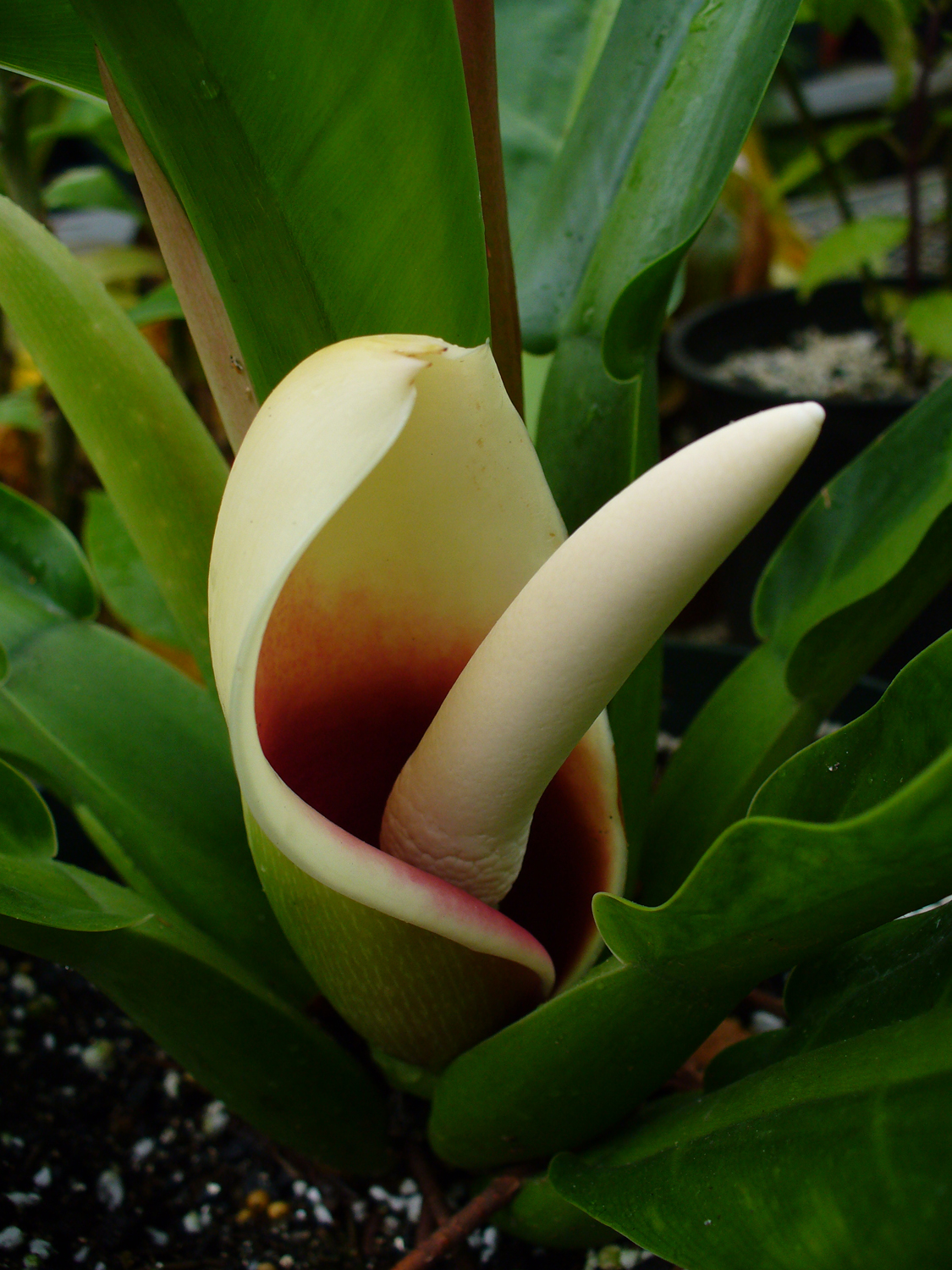
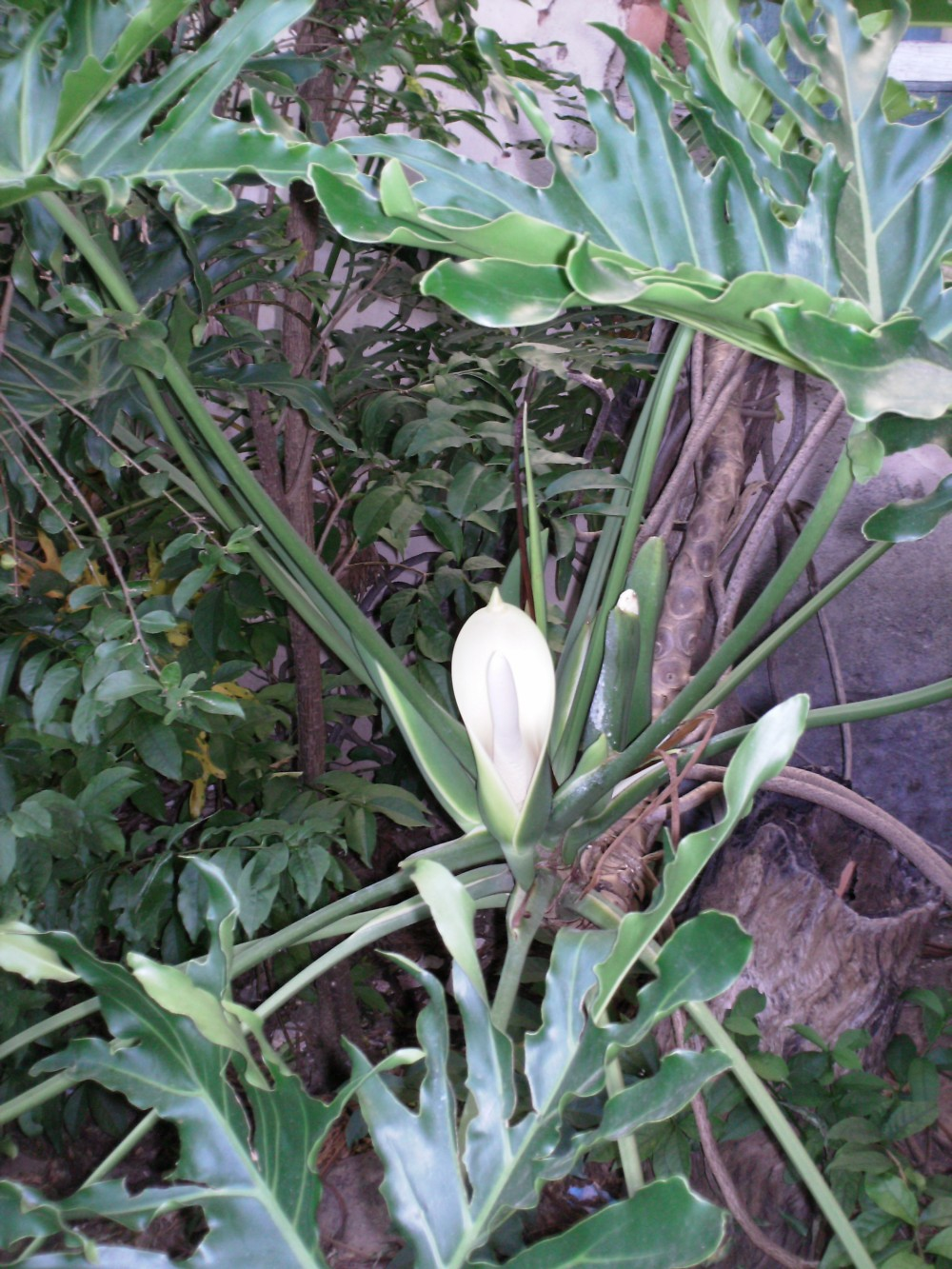
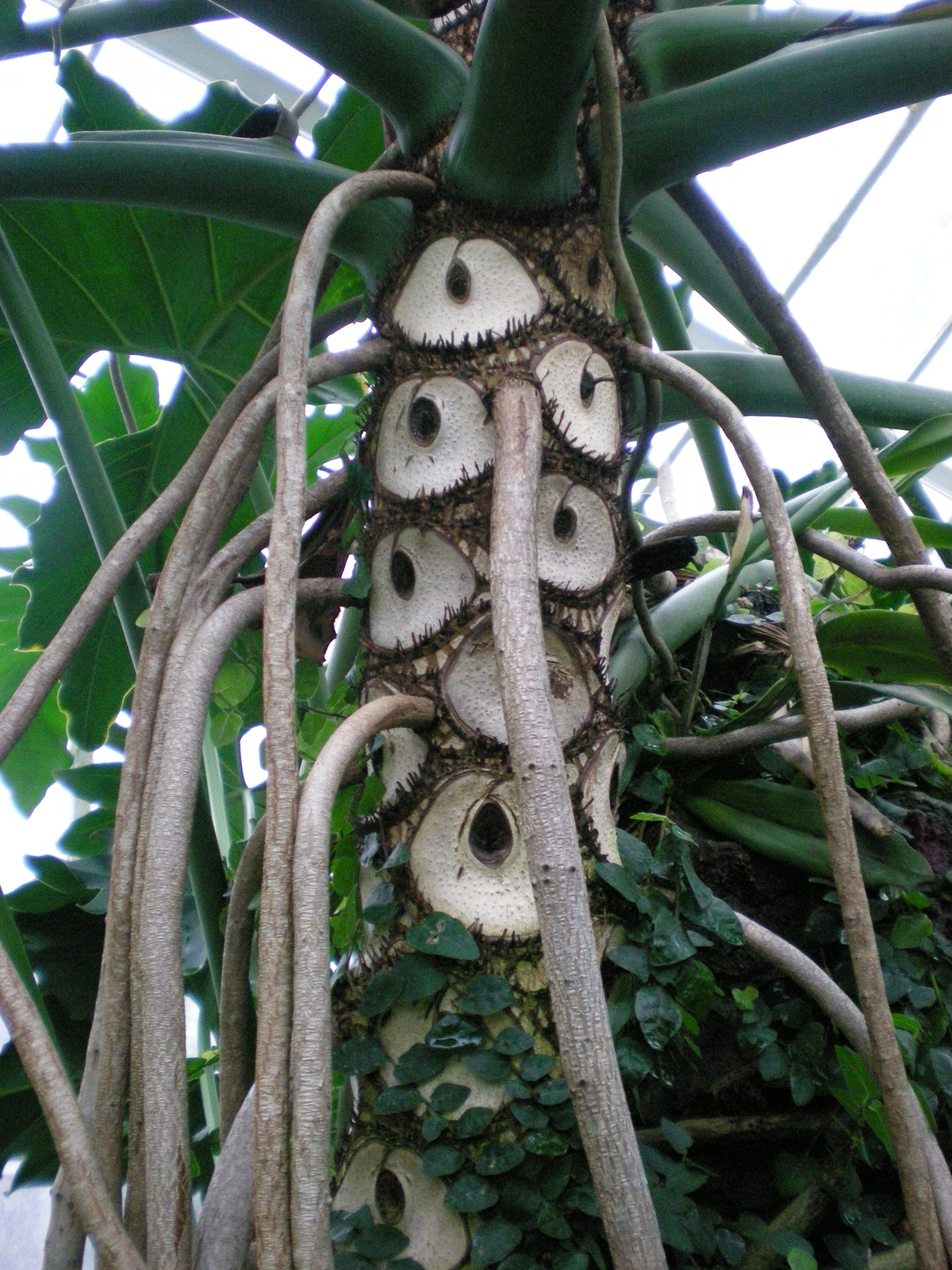

## Dottertaxa tillPhilodendron, i alfabetisk ordning[1]
- Philodendron acreanum
- Philodendron acuminatissimum
- Philodendron acutatum
- Philodendron acutifolium
- Philodendron adamantinum
- Philodendron adhatodifolium
- Philodendron advena
- Philodendron aemulum
- Philodendron alatum
- Philodendron albisuccus
- Philodendron alliodorum
- Philodendron alternans
- Philodendron alticola
- Philodendron altomacaense
- Philodendron amargalense
- Philodendron ampamii
- Philodendron amplisinum
- Philodendron ampullaceum
- Philodendron anaadu
- Philodendron ancuashii
- Philodendron angustialatum
- Philodendron angustilobum
- Philodendron angustisectum
- Philodendron anisotomum
- Philodendron annulatum
- Philodendron antonioanum
- Philodendron appendiculatum
- Philodendron applanatum
- Philodendron appunii
- Philodendron aristeguietae
- Philodendron aromaticum
- Philodendron asplundii
- Philodendron atabapoense
- Philodendron aurantiifolium
- Philodendron aurantispadix
- Philodendron aureimarginatum
- Philodendron auriculatum
- Philodendron auritum
- Philodendron auyantepuiense
- Philodendron avenium
- Philodendron azulitense
- Philodendron bahiense
- Philodendron bakeri
- Philodendron balaoanum
- Philodendron barbourii
- Philodendron barrosoanum
- Philodendron basii
- Philodendron basivaginatum
- Philodendron baudoense
- Philodendron beniteziae
- Philodendron billietiae
- Philodendron bipennifolium
- Philodendron bipinnatifidum
- Philodendron biribiriense
- Philodendron blanchetianum
- Philodendron bogotense
- Philodendron borgesii
- Philodendron brandii
- Philodendron brandtianum
- Philodendron brasiliense
- Philodendron breedlovei
- Philodendron brenesii
- Philodendron brent-berlinii
- Philodendron brevispathum
- Philodendron brewsterense
- Philodendron brunneicaule
- Philodendron buchtienii
- Philodendron buntingianum
- Philodendron burgeri
- Philodendron burle-marxii
- Philodendron calatheifolium
- Philodendron callosum
- Philodendron campii
- Philodendron camposportoanum
- Philodendron canaimae
- Philodendron canicaule
- Philodendron cardonii
- Philodendron cardosoi
- Philodendron carinatum
- Philodendron cataniapoense
- Philodendron caudatum
- Philodendron chimantae
- Philodendron chimboanum
- Philodendron chinchamayense
- Philodendron chiriquense
- Philodendron chirripoense
- Philodendron chrysocarpum
- Philodendron cipoense
- Philodendron clarkei
- Philodendron clewellii
- Philodendron colombianum
- Philodendron coloradense
- Philodendron condorcanquense
- Philodendron conforme
- Philodendron consanguineum
- Philodendron consobrinum
- Philodendron copense
- Philodendron corcovadense
- Philodendron cordatum
- Philodendron coriaceum
- Philodendron correae
- Philodendron cotapatense
- Philodendron cotobrusense
- Philodendron cotonense
- Philodendron craspedodromum
- Philodendron crassinervium
- Philodendron crassispathum
- Philodendron crassum
- Philodendron cremersii
- Philodendron cretosum
- Philodendron croatii
- Philodendron cruentospathum
- Philodendron cruentum
- Philodendron cuneatum
- Philodendron curvilobum
- Philodendron daniellii
- Philodendron danteanum
- Philodendron dardanianum
- Philodendron davidsei
- Philodendron davidsonii
- Philodendron deflexum
- Philodendron delascioi
- Philodendron deltoideum
- Philodendron densivenium
- Philodendron devansayeanum
- Philodendron devianum
- Philodendron dioscoreoides
- Philodendron discretivenium
- Philodendron distantilobum
- Philodendron divaricatum
- Philodendron dodsonii
- Philodendron dolichophyllum
- Philodendron dominicalense
- Philodendron dressleri
- Philodendron dryanderae
- Philodendron duckei
- Philodendron dunstervilleorum
- Philodendron dussii
- Philodendron dwyeri
- Philodendron dyscarpium
- Philodendron eburneum
- Philodendron ecordatum
- Philodendron edenudatum
- Philodendron edmundoi
- Philodendron effusilobum
- Philodendron elaphoglossoides
- Philodendron elegans
- Philodendron elegantulum
- Philodendron englerianum
- Philodendron ensifolium
- Philodendron ernestii
- Philodendron erubescens
- Philodendron escuintlense
- Philodendron exile
- Philodendron eximium
- Philodendron fendleri
- Philodendron ferrugineum
- Philodendron fibrillosum
- Philodendron fibrosum
- Philodendron findens
- Philodendron flumineum
- Philodendron folsomii
- Philodendron fortunense
- Philodendron fragile
- Philodendron fragrantissimum
- Philodendron fraternum
- Philodendron furcatum
- Philodendron giganteum
- Philodendron gigas
- Philodendron glanduliferum
- Philodendron glaziovii
- Philodendron gloriosum
- Philodendron goeldii
- Philodendron gonzalezii
- Philodendron grandifolium
- Philodendron grandipes
- Philodendron granulare
- Philodendron graveolens
- Philodendron grayumii
- Philodendron grazielae
- Philodendron grenandii
- Philodendron guaiquinimae
- Philodendron gualeanum
- Philodendron guianense
- Philodendron guttiferum
- Philodendron hammelii
- Philodendron hastatum
- Philodendron hatschbachii
- Philodendron hebetatum
- Philodendron hederaceum
- Philodendron heleniae
- Philodendron henry-pittieri
- Philodendron herbaceum
- Philodendron herthae
- Philodendron heterocraspedon
- Philodendron heterophyllum
- Philodendron heteropleurum
- Philodendron holstii
- Philodendron hooveri
- Philodendron hopkinsianum
- Philodendron houlletianum
- Philodendron huanucense
- Philodendron huashikatii
- Philodendron huaynacapacense
- Philodendron humile
- Philodendron hylaeae
- Philodendron ichthyoderma
- Philodendron immixtum
- Philodendron inaequilaterum
- Philodendron inconcinnum
- Philodendron inops
- Philodendron insigne
- Philodendron jacquinii
- Philodendron jefense
- Philodendron jodavisianum
- Philodendron jonkerorum
- Philodendron juninense
- Philodendron kautskyi
- Philodendron killipii
- Philodendron knappiae
- Philodendron krauseanum
- Philodendron kroemeri
- Philodendron krugii
- Philodendron lacerum
- Philodendron laticiferum
- Philodendron latifolium
- Philodendron lazorii
- Philodendron leal-costae
- Philodendron lechlerianum
- Philodendron lehmannii
- Philodendron lemae
- Philodendron lentii
- Philodendron leucanthum
- Philodendron leyvae
- Philodendron liesneri
- Philodendron ligulatum
- Philodendron lindenianum
- Philodendron lindenii
- Philodendron linguifolium
- Philodendron lingulatum
- Philodendron linnaei
- Philodendron llanense
- Philodendron loefgrenii
- Philodendron longilaminatum
- Philodendron longipedunculatum
- Philodendron longipes
- Philodendron longirrhizum
- Philodendron longistilum
- Philodendron lundii
- Philodendron lupinum
- Philodendron macroglossum
- Philodendron macropodum
- Philodendron maculatum
- Philodendron madronense
- Philodendron maguirei
- Philodendron malesevichiae
- Philodendron mamei
- Philodendron marahuacae
- Philodendron maroae
- Philodendron martianum
- Philodendron martini
- Philodendron mathewsii
- Philodendron mawarinumae
- Philodendron maximum
- Philodendron mayoi
- Philodendron mcphersonii
- Philodendron megalophyllum
- Philodendron melanochrysum
- Philodendron melinonii
- Philodendron mello-barretoanum
- Philodendron membranaceum
- Philodendron merenbergense
- Philodendron meridense
- Philodendron mesae
- Philodendron mexicanum
- Philodendron micranthum
- Philodendron microstictum
- Philodendron millerianum
- Philodendron minarum
- Philodendron missionum
- Philodendron modestum
- Philodendron monsalveae
- Philodendron montanum
- Philodendron moonenii
- Philodendron morii
- Philodendron multinervum
- Philodendron multispadiceum
- Philodendron muricatum
- Philodendron musifolium
- Philodendron myrmecophilum
- Philodendron nanegalense
- Philodendron narinoense
- Philodendron nebulense
- Philodendron ninoanum
- Philodendron niqueanum
- Philodendron nullinervium
- Philodendron oblanceolatum
- Philodendron obliquifolium
- Philodendron oblongum
- Philodendron obtusilobum
- Philodendron ochrostemon
- Philodendron oligospermum
- Philodendron opacum
- Philodendron orionis
- Philodendron ornatum
- Philodendron pachycaule
- Philodendron pachyphyllum
- Philodendron palaciosii
- Philodendron paludicola
- Philodendron panamense
- Philodendron panduriforme
- Philodendron parvilobum
- Philodendron pastazanum
- Philodendron patriciae
- Philodendron paucinervium
- Philodendron paxianum
- Philodendron pedatum
- Philodendron pedunculum
- Philodendron peperomioides
- Philodendron peraiense
- Philodendron perplexum
- Philodendron phlebodes
- Philodendron pimichinese
- Philodendron pinnatifidum
- Philodendron pinnatilobum
- Philodendron pipolyi
- Philodendron pirrense
- Philodendron placidum
- Philodendron planadense
- Philodendron platypetiolatum
- Philodendron platypodum
- Philodendron pogonocaule
- Philodendron polliciforme
- Philodendron popenoei
- Philodendron populneum
- Philodendron prominulinervium
- Philodendron propinquum
- Philodendron pseudauriculatum
- Philodendron pseudoundulatum
- Philodendron ptarianum
- Philodendron pteropus
- Philodendron pterotum
- Philodendron puhuangii
- Philodendron pulchellum
- Philodendron pulchrum
- Philodendron purpureoviride
- Philodendron purulhense
- Philodendron pusillum
- Philodendron quinquelobum
- Philodendron quitense
- Philodendron radiatum
- Philodendron rayanum
- Philodendron recurvifolium
- Philodendron remifolium
- Philodendron renauxii
- Philodendron reticulatum
- Philodendron rhizomatosum
- Philodendron rhodoaxis
- Philodendron rhodospathiphyllum
- Philodendron rigidifolium
- Philodendron rimachii
- Philodendron riparium
- Philodendron robustum
- Philodendron rodrigueziae
- Philodendron roezlii
- Philodendron rojasianum
- Philodendron romeroi
- Philodendron roraimae
- Philodendron roseocataphyllum
- Philodendron roseopetiolatum
- Philodendron roseospathum
- Philodendron rothschuhianum
- Philodendron rubrocinctum
- Philodendron rubromaculatum
- Philodendron rudgeanum
- Philodendron rugosum
- Philodendron ruizii
- Philodendron sagittifolium
- Philodendron samayense
- Philodendron santodominguense
- Philodendron saxicola
- Philodendron scalarinerve
- Philodendron scherberichii
- Philodendron schottianum
- Philodendron schottii
- Philodendron scitulum
- Philodendron scottmorianum
- Philodendron seguine
- Philodendron senatocarpium
- Philodendron serpens
- Philodendron silverstonei
- Philodendron simmondsii
- Philodendron simonianum
- Philodendron simsii
- Philodendron simulans
- Philodendron smithii
- Philodendron solimoesense
- Philodendron sonderianum
- Philodendron sousae
- Philodendron sparreorum
- Philodendron speciosum
- Philodendron sphalerum
- Philodendron spiritus-sancti
- Philodendron splitgerberi
- Philodendron spruceanum
- Philodendron squamicaule
- Philodendron squamiferum
- Philodendron squamipetiolatum
- Philodendron standleyi
- Philodendron stenolobum
- Philodendron stenophyllum
- Philodendron steyermarkii
- Philodendron straminicaule
- Philodendron striatum
- Philodendron strictum
- Philodendron suberosum
- Philodendron subhastatum
- Philodendron subincisum
- Philodendron sucrense
- Philodendron sulcatum
- Philodendron sulcicaule
- Philodendron surinamense
- Philodendron swartiae
- Philodendron tachirense
- Philodendron tarmense
- Philodendron tatei
- Philodendron tenue
- Philodendron tenuipes
- Philodendron tenuispadix
- Philodendron teretipes
- Philodendron thalassicum
- Philodendron thaliifolium
- Philodendron tortum
- Philodendron toshibae
- Philodendron traunii
- Philodendron triangulare
- Philodendron tricostatum
- Philodendron tripartitum
- Philodendron triplum
- Philodendron trojitense
- Philodendron trujilloi
- Philodendron tuerckheimii
- Philodendron tweedieanum
- Philodendron tysonii
- Philodendron ubigantupense
- Philodendron uleanum
- Philodendron uliginosum
- Philodendron undulatum
- Philodendron urraoense
- Philodendron ushanum
- Philodendron utleyanum
- Philodendron wadedavisii
- Philodendron validinervium
- Philodendron wallisii
- Philodendron vargealtense
- Philodendron variifolium
- Philodendron warszewiczii
- Philodendron weberbaueri
- Philodendron wendlandii
- Philodendron venezuelense
- Philodendron venosum
- Philodendron ventricosum
- Philodendron venulosum
- Philodendron venustifoliatum
- Philodendron venustum
- Philodendron verapazense
- Philodendron werkhoveniae
- Philodendron verrucapetiolum
- Philodendron verrucosum
- Philodendron victoriae
- Philodendron wilburii
- Philodendron williamsii
- Philodendron vinaceum
- Philodendron viride
- Philodendron wittianum
- Philodendron woronowii
- Philodendron wullschlaegelii
- Philodendron wurdackii
- Philodendron xanadu
- Philodendron yavitense
- Philodendron yutajense
- Philodendron zhuanum